# 燃油效率
燃油效率是一种热效率，是指燃料中的化学能和势能转化为动能或功的比率。在汽車、火力發電廠以及燃烧產業，比較強調燃油效率這一概念。